# Хотяинцев, Иван Николаевич
Иван Николаевич Хотяинцев (Хотяинцов) (ок. 1786 — 1863) — генерал-лейтенант; сенатор, декабрист.

## Биография
Происходил из дворян Воронежской губернии. Воспитывался дома учителями кексгольмского народного училища.
В военную службу был записан в 1793 году капралом в Кексгольмском гарнизоне. В октябре 1802 года был переведён в Великолуцкий пехотный полк в котором дослужился до подпоручика (20.02.1805). В Костромской егерский полк переведён 29 августа 1805 года.
Боевая деятельность Хотяинцева началась в 1806 году участием в сражениях под Голошиным, Янковым и Лайсбергом; 29 апреля 1807 года произведён в поручики; 28 мая 1807 года в сражении при Гутштадте был ранен в правую ногу. В 1809 году участвовал в кампании против австрийцев, в 1810 году сражался с турками под Рущуком и Шумлою; поручик — с 29.4.1807, штабс-капитан — с 12.3.1809, капитан — с 2.12.1810.
Перед самым началом Отечественной войны 1812 года был переведён (06.06.1812) майором во Владимирский пехотный полк. Был награждён орденом Св. Анны 4-й степени; за сражение под Городечно — орденом Св. Владимира 4-й степени с бантом. В 1813 году Хотяинцев принимал участие в блокаде крепости Торн и за бой при селении Кенигсварте был произведен в подполковники, а во время коалиционной войны против Наполеона отличился в сражении при Ля-Ротиере (20 января 1814 года), при этом был ранен в правую щеку; награждён орденом Св. Анны 2-й степени. 28 марта 1820 года был назначен командиром Витебского пехотного полка.
Числился членом масонской ложи «Иордан» в Феодосии, принимал участие в работах ложи «Минерва» в местечке Бухневцы (Подольская губерния).
Член Союза благоденствия (1819) и Южного общества. Был арестован 30 декабря 1825 года; 9 месяцев находился в тюрьме Трубецкого бастиона Петропавловской крепости. Переведён (07.07.1826) в Ладожский пехотный полк и освобождён из крепости 13 сентября 1826 года.
В турецкой кампании 1828 года участвовал в сражениях под Силистрией и Журжей: командовал сводным батальоном Нарвского пехотного полка; участвовал в подавлении польского восстания 1830—1831 годов.
В 1833—1843 годах командовал Нарвским полком; произведён в генерал-майоры 16 апреля 1841 года. В 1844 году, назначенный командиром 1-й бригады 14-й пехотной дивизии, Хотяинцев сражался на Кавказе, участвуя в постоянных военных стычках с горцами, особенно отличившись набегом на аул Гергебиль. Был произведён в генерал-лейтенанты 6 декабря 1849 года и назначен начальником резервной дивизии запасных войск 3-го армейского корпуса.
C 1852 года находился на государственной службе — присутствовал в первом отделении 6-го департамента Сената. В 1853 году формировал резервные и запасные батальоны в Москве, по исполнении этого поручения снова вернулся в Сенат, в котором и присутствовал до своей смерти 6 февраля 1863 года. Похоронен в Москве на Ваганьковском кладбище (2 участок). Точное расположение могилы было утрачено; плита и цветник ныне обозначают символическую могилу.

## Награды
- Награждён орденом Св. Георгия 4-й степени (№ 6689; 3 декабря 1842).
- Также награждён другими орденами Российской империи, в числе которых орден Св. Владимира 4-й степени с бантом, ордена Св. Анны 4-й и 2-й степеней.

### Семья
Жена — дочь генерал-майора Любовь Семёновна Степанова.
Дети:
- Александр (1832—1896), генерал-лейтенант
- Любовь
- Евгения